# Banchus cinctus
Banchus cinctus là một loài tò vò trong họ Ichneumonidae.